# Mount Basurto
Mount Basurto ist ein eisfreier und 2000 m hoher Berg im ostantarktischen Viktorialand. In der Convoy Range ragt er am südlichen Ende der Noring Terrace auf.
Das Advisory Committee on Antarctic Names benannte ihn nach Juan T. Basurto, Logistiker des United States Antarctic Program, der zwischen 1986 und 2007 durchgehend für den Materialtransport von und zur McMurdo-Station verantwortlich war.